# Château de Lussat
Le château de Lussat est situé au centre du bourg de Lussat, dans le département de la Creuse, région Nouvelle-Aquitaine, en France.

## Architecture
La façade du château, orientée à l'ouest, fait environ 30m de longueur. Le corps du logis fait environ 10m de largeur.

### Pages externes
- Carte complète des châteaux en Creuse (sur https://umap.openstreetmap.fr)